# Municipio de Salem (condado de Cowley)
El municipio de Salem (en inglés: Salem Township) es un municipio ubicado en el condado de Cowley en el estado estadounidense de Kansas. En el año 2010 tenía una población de 306 habitantes y una densidad poblacional de 4,61 personas por km².

## Geografía
El municipio de Salem se encuentra ubicado en las coordenadas 37°20′13″N 96°53′14″O / 37.33694, -96.88722. Según la Oficina del Censo de los Estados Unidos, el municipio tiene una superficie total de 66.44 km², de la cual 66,36 km² corresponden a tierra firme y (0,12 %) 0,08 km² es agua.

## Demografía
Según el censo de 2010, había 306 personas residiendo en el municipio de Salem. La densidad de población era de 4,61 hab./km². De los 306 habitantes, el municipio de Salem estaba compuesto por el 93,46 % blancos, el 0,65 % eran afroamericanos, el 3,92 % eran amerindios y el 1,96 % eran de una mezcla de razas. Del total de la población el 2,29 % eran hispanos o latinos de cualquier raza.